# Fabio Maniscalco
Fabio Maniscalco é um escritor e arqueólogo italiano. Maniscalco é mundialmente reputado por seus diversos ensaios universitários sobre a Protecção dos Bens Culturais. É, também, diretor do Obervatório pare Protecção dos Bens Culturais na Universidade L'Orientale de Naples, além é colaborador em diversos periódicos acadêmicos, diretor do Web Journal on Cultural Patrimony e professor honoris causa em "Institute of Archaeology of Academy of Sciences of Albania". 
Fabio Maniscalco foi candidato, em 2007, ao Prémio Nobel da Paz. 